# سان نيكولاس ديل بوريتو (إشبيلية)
سان نيكولاس ديل بوريتو (بالإسبانية: San Nicolás del Puerto)‏ هي بلدية إسبانية تقع في مقاطعة إشبيلية في الأندلس ذات الحكم الذاتي. تنتمي إلى كوماركا سييرا نورتي. بلغ عدد سكانها 599 نسمة (2018) وتبلغ مساحتها 44,94 كيلومتر مربع بمُعدل كثافة سكانية 13,2. تقع على ارتفاع 583 مترًا و93 كيلو مترًا من شمال شرق العاصمة إشبيلية.